# 上马蒙农村居民点
上马蒙农村居民点（俄语：Верхнемамонское сельское поселение）是俄罗斯联邦沃罗涅日州上马蒙区所属的一个农村居民点。其下辖有2个居民点，行政中心为上马蒙。据2016年统计，该农村居民点的人口为7835人。